# 김종태 (1975년)
김종태(1975년 6월 3일 (음력 4월 24일) ~ )는 대한민국의 배우이다.

## 학력
- 충북대학교 사범대학 국어교육과 중퇴
- 단국대학교 연극영화 학사
- 한국예술종합학교 예술전문사과정 연기과 석사

## 출연작

### 영화
| 연도   | 제목                  | 역할                 |
| ------ | --------------------- | -------------------- |
| 2019년 | 블랙머니              | 윤 PD                |
| 2017년 | 잠몰                  | 아버지               |
| 2011년 | 감                    |                      |
| 2010년 | 3mm                   | 대석                 |
| 2007년 | 귀를 기울이면         | 박사                 |
| 2006년 | 뚝방전설              | 선배                 |
| 2006년 | 양아치어조            | 감성파 양아치 / 종태 |
| 2005년 | 옛날 영화를 보러 갔다 | 민서                 |
| 2002년 | 달님 울지 마세요      |                      |

### 드라마
- 《세계의 끝》 (JTBC, 2013년) - 부산해양경찰 백경사(4회,5회) 역
- 《풍문으로 들었소》 (SBS, 2015년) - 경비 목소리 (1회) / 콜택시 기사 (1~2회) / 세타콤 직원 목소리 (18회) 역
- 《마을 - 아치아라의 비밀》 (SBS, 2015년) - 육가공센터 냉동고 살인사건 담당 형사 (9회) 역
- 《미세스 캅 2》 (SBS, 2016년) - 강신호 검사실 소속 수사관 (11회) 역
- 《피고인》 (SBS, 2017년) - 국립과학수사 연구원 부검의 정우영 (1~2회) 역
- 《드라마 스페셜 - 정 마담의 마지막 일주일》 (KBS2, 2017년) - 정 마담의 변호사 역
- 《밥 잘 사주는 예쁜 누나》 (JTBC, 2018년) - 조경식 대표 역
- 《러블리 호러블리》 (KBS2, 2018년) - 정 탐정 (5회 목소리 출연, 9회) 역
- 《플레이어》 (OCN, 2018년) - '그 사람' 연제석 역
- 《남자친구》 (tvN, 2018년) - 속초 동화 호텔 총괄 매니저 역
- 《봄밤》 (MBC, 2019년) - JBC 방송국 아나운서 실장 역
- 《17세의 조건》 (SBS, 2019년) - 고민재의 아버지 역
- 《낭만닥터 김사부 2》 (SBS, 2020년) - CS(흉부외과) 전문의 오동식 교수 역
- 《부부의 세계》 (JTBC, 2020년) - 하동식 역
- 《더 킹 : 영원의 군주》 (SBS, 2020년) - 이상도 역
- 《브람스를 좋아하세요?》 (SBS, 2020년) - 이성근 회장 역
- 《시지프스 : the myth》 (JTBC, 2021년) - 강동기 역
- 《검은 태양》 (MBC, 2021년) - 강필호 역
- 《뫼비우스 : 검은 태양》 (MBC, 2021년) - 강필호 역
- 《드라마 스페셜 - 셋》 (KBS2, 2021년) - 조병구 역
- 《지금 우리 학교는》 (Netflix, 2022년) - 진선무 역
- 《기상청 사람들 : 사내연애 잔혹사 편》 (JTBC, 2022년) - 최종수 역 (특별출연)
- 《지금부터, 쇼타임!》 (MBC, 2022년) - 고영식 역
- 《왜 오수재인가?》 (SBS, 2022년) - 오수재의 아버지 역 (특별출연)
- 《멘탈코치 제갈길》 (tvN, 2022년) - 강희재 역
- 《조선 변호사》 (MBC, 2023년) - 강언직 역
- 《레이스》 (Disney+, 2023년) - 정수환 역
- 《이로운 사기》 (tvN, 2023년) - 마강수 역
- 《연인》 (MBC, 2023년) - 인조 역
- 《도적 : 칼의 소리》 (Netflix, 2023년) - 이상국 역 (특별출연)
- 《정신병동에도 아침이 와요》 (Netflix, 2023년) - 임혁수 역
- 《졸업》 (tvN, 2024년) - 김현탁 역
- 《아무도 없는 숲속에서》 (Netflix, 2024년) - 강 형사 역
- 《옥씨부인전》 (JTBC, 2024년) - 허종문 역
- 《협상의 기술》 (JTBC, 2025년) - 조범수 역
- 《사계의 봄》 (SBS, 2025년) - 서민철 역

### 연극
- 《<PLAY로 PICNIC 히스토리 스토리스 (History Stories) - 사회의 기둥들>》 - 서울문화재단 서울연극센터 (2024년 9월 26일)
- 《<극단 맨씨어터 x 달나라 동백꽃 낭독극 시리즈 - 과부들>》 - 모두예술극장 (2024년 9월 13일 ~ 2024년 9월 15일)
- 《<PLAY로 PICNIC 히스토리 스토리스 (History Stories) - 과부들>》 - 서울문화재단 서울연극센터 (2024년 5월 30일)
- 《<명작낭독극장 - 진지함의 중요성> 잭 워딩 역》 - 서강대 메리홀 소극장 (2023년 11월 27일)
- 《<PLAY로 PICNIC 체호프를 듣는 오후 - 순우 삼촌>》 - 서울문화재단 서울연극센터 (2023년 7월 6일)
- 《<PLAY로 PICNIC 체호프를 듣는 오후 - 갈매기> 뜨리고린 역》 - 서울문화재단 서울연극센터 (2023년 5월 4일)
- 《<낭독공연 - 네가 서성일 때> 노준기 역》 - 예술공간 혜화 (2021년 11월 2일 ~ 2021년 11월 4일)
- 《<"H-씨어터" 리딩공연 - 소리> 최병오 역》 - 한양레퍼토리 씨어터 (2019년 12월 4일)
- 《<제 40회 서울연극제 공식선정작 - 데모크라시> 빌리 브란트 역》 - 대학로예술극장 대극장 (2019년 5월 17일 ~ 2019년 5월 22일)
- 《<더 헬멧> 헬멧 A 역》 - 세종문화회관 S씨어터 (2019년 1월 8일 ~ 2019년 2월 27일)
- 《<카포네 트릴로지> OLDMAN 역 》 - 홍익대 대학로 아트센터 소극장 (2018년 3월 20일 ~ 2018년 6월 17일)
- 《<가지> 레이 역》 - 극립극단 백성희장민호 극장 (2018년 2월 21일 ~ 2018년 3월 18일)
- 《<네더> 심즈/파파 역》 - 동양예술극장 3관 (2017년 8월 24일 ~ 2017년 9월 3일)
- 《<한민족디아스포라전 - 가지> 레이 역》 - 국립극단 백성희장민호 극장(2017년 6월 22일 ~ 2017년 7월 2일)
- 《<썬샤인의 전사들> 소설가 승우 역》 - 두산아트센터 Space111 (2016년 9월 27일 ~ 2016년 10월 22일)
- 《<토일릿 피플> 한주영 역》 - 아르코예술극장 소극장 (2016년 2월 25일 ~ 2016년 3월 13일)
- 《<카포네 트릴로지> OLDMAN 역》 - 홍익대 대학로 아트센터 소극장 (2015년 7월 14일 ~ 2015년 10월 4일)
- 《<그녀들의 집> 아버지/의사 역》 - 씨어터 송 (2015년 5월 1일 ~ 2015년 6월 14일)
- 《<템페스트> 에어리얼  역》 - 국립극장 달오름 극장 (2014년 5월 9일 ~ 2014년 5월 25일)
- 《<데모크라시> 빌리 브란트 역》 - 대학로예술극장 소극장 (2014년 3월 6일 ~ 2014년 3월 23일)
- 《<왕, 죽어가다> 왕 베랑제 역》 - 가톨릭청년회관 다리 CY시어터 (2013년 11월 1일 ~ 2013년 12월 15일)
- 《<데모크라시> 빌리 브란트 역》 - 아르코예술극장 소극장 (2013년 5월 30일 ~ 2013년 6월 9일)
- 《<없는 사람들> 용역/경찰 역》 - 가톨릭청년회관 다리 CY시어터 (2013년 4월 4일 ~ 2013년 4월 28일)
- 《<왕, 죽어가다> 왕 베랑제 역》 - 가톨릭청년회관 다리 CY시어터 (2012년 11월 8일 ~ 2012년 12월 2일)
- 《<달아나라, 편지야 - 조선인민군 우편함 4640호>》 - 가톨릭청년회관 다리 CY시어터 (2012년 10월 10일 ~ 2012년 10월 15일)
- 《<뻘> 백도일 역》 - 두산아트센터 Space111 (2012년 6월 26일 ~ 2012년 7월 28일)
- 《<878미터의 봄> 준기 역》 - 남산예술센터 드라마센터 (2012년 3월 20일 ~ 2012년 4월 8일)
- 《<영원한 평화> 존존 역》 - 아트센터K 네모극장 (2012년 1월 26일 ~ 2012년 2월 12일)
- 《<과학하는마음 4 - 숲의 심연> 손일호 역》 - 대학로 정보소극장 (2011년 9월 30일 ~ 2011년 10월 16일)
- 《<단편소설 입체낭독극장 - 쉽게 끝나지 않을 것 같은, 농담> 나 역》 - 산울림 소극장 (2011년 9월 3일, 2011년 9월 4일, 2011년 9월 6일, 2011년 9월 10일)
- 《<없는 사람들> 연희아빠 역》 - 가톨릭청년회관 CY시어터 (2011년 7월 14일 ~ 2011년 7월 31일)
- 《<모범생들> 안종태 역》 - 안산문화예술의전당 별무리 극장 (2011년 2월 11일 ~ 2011년 2월 12일)
- 《<보트하우스> 매트 역》 - 성미산마을극장 (2010년 8월 12일 ~ 2010년 8월 13일)
- 《<우릴 봤을까?>》 - 서강대 메리홀 (2009년 10월 30일)
- 《<시동라사> 성현기 역》 - 나온씨어터 (2009년 10월 5일 ~ 2009년 11월 1일)
- 《<매일 만나기에는 우린 너무 사랑했었다>》 -대학로 문화공간 [이다.]2관 (2009년 8월 27일 ~ 2009년 8월 30일)
- 《<모범생들> 안종태 역》 - 대학로 익스트림씨어터 2관(구 대학로 SM 스타홀) (2009년 5월 27일 ~ 2009년 8월 2일)
- 《<존경하는 엘레나 선생님> 빠샤 역》 - 아르코예술극장 소극장 (2009년 3월 12일 ~ 2009년 3월 29일)
- 《<멕베스> 맥더프 역》 - 아르코예술극장 대극장 (2009년 1월 8일 ~ 2009년 1월 11일)
- 《<깃븐우리절믄날> 박태원 역》 - 두산아트센터 Space111 (2008년 11월 25일 ~ 2008년 12월 31일)
- 《<닥터 이라부> 김선남 역》 - 대구문화예술전용극장 CT (2008년 7월 11일 ~ 2008년 8월 3일)
- 《<닥터 이라부> 김선남 역》 - 후암스테이지(구 대학로 스타시티 1관) (2008년 3월 14일 ~ 2009년 3월 1일)
- 《<과학하는 마음 3 - 발칸동물원> 박사과정 대학원생 오오니시 역》 - 아르코예술극장 소극장 (2008년 1월 10일 ~ 2008년 1월 20일)
- 《<고요> 박진구 역》 - 대학로 상명아트홀 2관 (2007년 12월 13일 ~ 2007년 12월 23일)
- 《<소설가 구보씨와 경성사람들> 구보 역》 - 예술의전당 자유소극장 (2007년 10월 20일 ~ 2007년 11월 4일)
- 《<70분간의 연애 - he & she> 소설쓰는 남자 종태 역》 - 대학로 상상화이트 소극장 (2007년 4월 22일 ~ 2007년 7월 22일)
- 《<연극원 KNUA 예술극장 폐관기념공연 - 변(변라도 판)>》 - 한국예술종합학교 연극원 KNUA 예술극장 (2007년 3월 2일 ~ 2007년 3월 3일)
- 《<삼등병> 병장 조태기 / 탈영병 역》 - 대학로 연우소극장 (2006년 11월 22일 ~ 2006년 12월 17일)
- 《<과학하는 마음 3 - 발칸동물원> 박사과정 대학원생 오오니시 역》 - 연극실험실 혜화동 1번지 (2006년 8월 31일 ~ 2006년 9월 17일)
- 《<줄리에게 박수를> 햄릿 / 석동 역》 - 예술극장 나무와 물 소극장 (2006년 2월 22일 ~ 2006년 4월 16일)
- 《<주노와 공작> 족서 역》 -한국예술종합학교 연극원 KNUA 예술극장 (2005년 10월 24일 ~ 2005년  10월 26일)
- 《<왕은 죽어가다> 왕 베랑제 역》 블랙박스 (2005년 6월 2일 ~ 2005년 6월 4일)
- 《<멕베스> 맥더프 역》 - 한국예술종합학교 연극원 KNUA 예술극장 (2005년 4월 7일 ~ 2005년 4월 9일)
- 《<과학하는 마음 1 - 진화하는 오후> 오오야마 역》 - 한국예술종합학교 연극원 KNUA 예술극장 (2005년 3월 2일~ 2005년 3월 3일)
- 《<가문비>》 - 한국예술종합학교 연극원 KNUA 예술극장 (2005년)
- 《<배다리 진료소>》 - 한국예술종합학교 연극원 KNUA 예술극장 (2004년 11월 24일 ~ 2004년 11월 26일)
- 《<하녀들> 마담 역》 - 한국예술종합학교 연극원 KNUA 예술극장 (2004년 10월 22일 ~ 2004년 10월 23일)
- 《<이발사 박봉구>》 - 한국예술종합학교 연극원 KNUA 예술극장 (2004년)
- 《<헤카베>》 - 한국예술종합학교 연극원 KNUA 예술극장 (2003년)
- 《<유령> 만델스 목사 역》 - 젊은 소극장 (2001년 11월 4일 ~ 2001년 11월 6일)
- 《<제 9회 젊은연극제 참가작 - 노부인의 방문> 교장선생님 역》 - 예술의 전당 자유 소극장 (2001년 6월 25일 ~ 2001년 6월 26일)

## 수상 및 후보
| 연도   | 시상식       | 부문            | 작품 | 결과 |
| ------ | ------------ | --------------- | ---- | ---- |
| 2023년 | MBC 연기대상 | 베스트 캐릭터상 | 연인 | 수상 |